# Rosomyia oshanini
Rosomyia oshanini är en tvåvingeart som beskrevs av Fedotova 1996. Rosomyia oshanini ingår i släktet Rosomyia och familjen gallmyggor.
Artens utbredningsområde är Kazakstan. Inga underarter finns listade i Catalogue of Life.